# Dorfkirche Rietz (Treuenbrietzen)

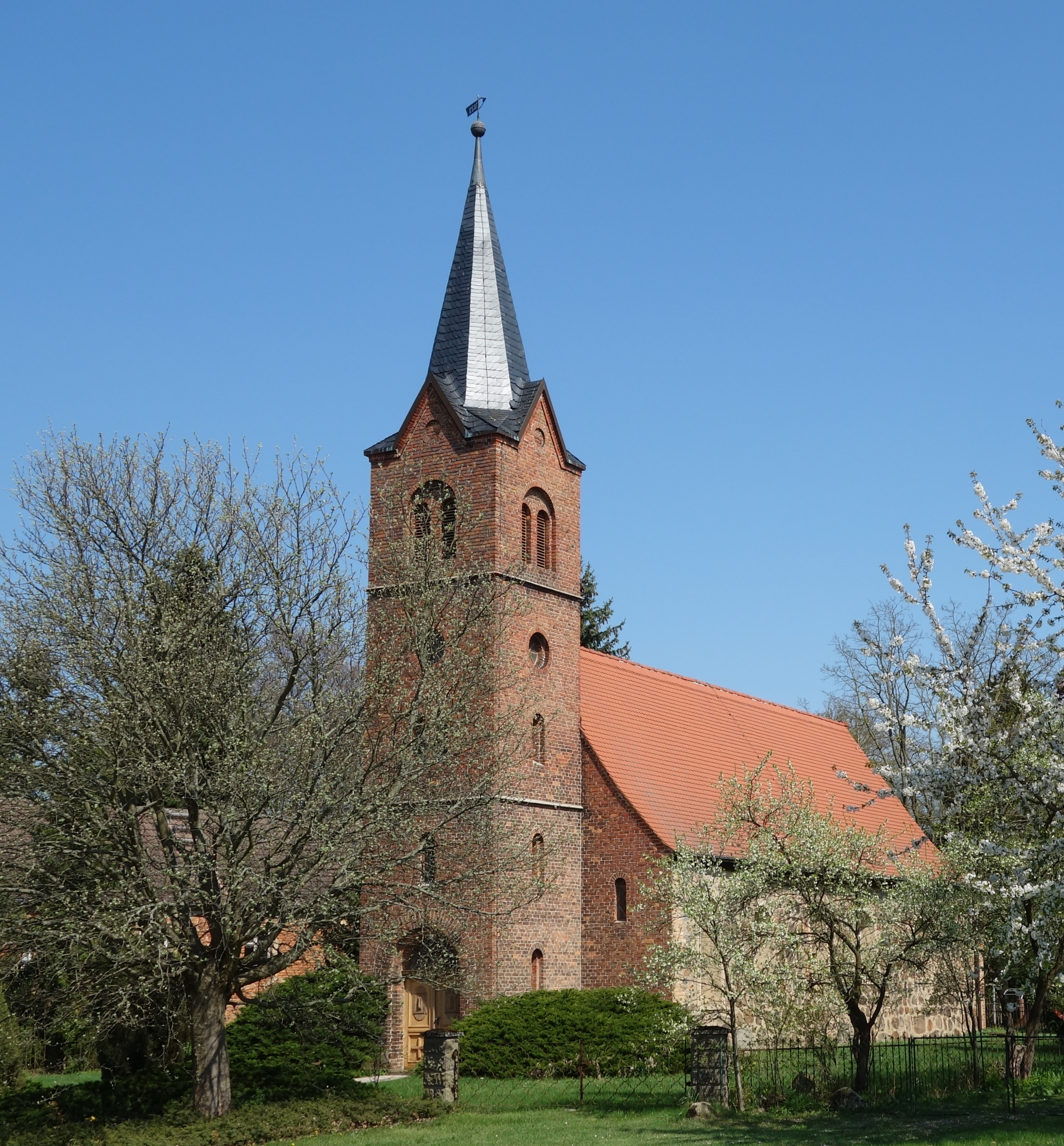
Dorfkirche Rietz (Treuenbrietzen)

Die evangelische, denkmalgeschützte Dorfkirche Rietz steht in Rietz, einem Ortsteil der Stadt Treuenbrietzen im Landkreis Potsdam-Mittelmark in Brandenburg. Sie gehört zum Kirchenkreis Mittelmark-Brandenburg der Evangelischen Kirche Berlin-Brandenburg-schlesische Oberlausitz.

## Beschreibung
Die Dorfkirche wurde im 13. Jahrhundert als Feldsteinkirche errichtet. 1858 wurde die Kirche erstmals erneuert, dabei wurde auch der quadratische neuromanische Kirchturm aus Backsteinen errichtet und mit einem achtseitigen schiefergedeckten Knickhelm bedeckt, dessen oberstes Geschoss hinter den als Biforien gestalteten Klangarkaden den Glockenstuhl beherbergt. Außerdem wurden die Fenster des mit einem Satteldach bedeckten Langhauses verändert.
Der Innenraum ist mit einer Holzbalkendecke überspannt. Im Westen befindet sich eine Empore, auf der die 1888 von Carl Eduard Gesell gebaute Orgel steht. Zur Kirchenausstattung gehört ein Altarretabel, in dessen Zentrum die Kreuzigung dargestellt ist. Die um 1700 gebaute Kanzel hat einen polygonalen Korb, der mit Blüten verziert ist.